# Yu Chen-yi
Yu Chen-yi (* 30. Dezember 1996) ist ein taiwanischer Leichtathlet, der sich auf den Sprint spezialisiert hat.

## Sportliche Laufbahn
Erste internationale Erfahrungen sammelte Yu Chen-yi im Jahr 2017, als er bei den Asienmeisterschaften in Bhubaneswar mit der taiwanesischen 4-mal-400-Meter-Staffel in 3:06,51 min den vierten Platz belegte. Anschließend erreichte er bei der Sommer-Universiade in Taipeh mit der Staffel das Finale, wurde dort aber disqualifiziert. Im Jahr darauf nahm er mit der Staffel an den Asienspielen in Jakarta teil, erreichte mit 3:08,76 min aber nicht das Finale. 2019 nahm er erneut an den Studentenweltspielen in Neapel teil und schied dort mit 46,86 s im Halbfinale aus. 2023 wurde er bei den Asienspielen in Hangzhou in der Vorrunde mit der Staffel disqualifiziert.
In den Jahren 2018 und 2020 wurde Yu taiwanischer Meister im 400-Meter-Lauf.

## Persönliche Bestzeiten
- 200 Meter: 21,43 s (+1,4 m/s), 23. Oktober 2019 in Taoyuan
- 400 Meter: 46,50 s, 31. März 2019 in Kuala Lumpur